# 6 novembre 1959
Le vendredi 6 novembre 1959 est le 310e jour de l'année 1959.

## Naissances
- Christine de Veyrac, personnalité politique française
- Erik Seidel, joueur de poker professionnel américain
- François Harismendy, artiste lyrique
- Giampiero Savio, joueur de basket-ball italien
- Mark Raymond Speakman, homme politique australien.
- Martin Jamar, Dessinateur de bande dessinée belge
- Michaël Prüfer, skieur français spécialisé dans le ski de vitesse
- Nahed Ojjeh, femme d'affaires, milliardaire et mécène de nationalité syrienne
- Timothy J. Sexton, scénariste américain
- Tore Johansson, musicien suédois

## Décès
- Abderrahmane Mira (né en 1922), combattant de la cause algérienne pendant la décolonisation française
- Ivan Leonidov (né le 9 février 1902), architecte, urbaniste, peintre, professeur d'architecture
- José P. Laurel (né le 9 mars 1891), chef du régime collaborateur philippin durant la Seconde Guerre mondiale
- Roger Vincent (né le 30 mai 1878), acteur français
- Vicente Gil-Franco (né le 25 février 1898), peintre catalan